# Субри, Анна
Анна Мэри Субри (англ. Anna Mary Soubry; род. 7 декабря 1956, Линкольн, Англия) — британская женщина-политик, младший министр малого бизнеса, промышленности и предпринимательства (2015—2016 годы).

## Биография
Отец Анны Субри — владелец гаража, мать — рентгенолог. Окончила государственную школу и Бирмингемский университет, где изучала право. С 1981 по 1995 год работала на телевидении — сначала на региональном шотландском канале, затем на Grampian Television и Central TV, где в конце 1980-х годов наступил пик её журналистской карьеры, когда она стала ведущей одного из тематических разделов программы «Этим утром» (This Morning). Оставив журналистику, открыла юридическую практику в Ноттингеме, специализируясь на уголовных делах.
Единственная из членов Консервативной партии входила в 1970-е годы в исполнительный комитет левого Национального союза студентов (NUS) вместе с представителями коалиции «Широкая левая» Тревором Филлипсом и Дэвидом Ароновичем. В молодости также была активисткой Социал-демократической партии.
В 2005 году на выборах в Палату общин выставила свою кандидатуру от консерваторов в избирательном округе Гедлинг (Ноттингемшир), но потерпела неудачу. Избрана на парламентских выборах 6 мая 2010 года в округе Брокстау (также в Ноттингемшире). В 2010—2012 годах являлась личным парламентским секретарём (PPS) младшего министра здравоохранения Саймона Бёрнса, в 2012—2013 годах занимала должность парламентского помощника (Parliamentary Under-Secretary of State) министра общественного здравоохранения, а в 2013—2014 годах — на той же должности в Министерстве обороны, где курировала кадровые вопросы, социальное обеспечение военнослужащих и ветеранов. С 2014 по 2015 год занималась теми же проблемами в том же ведомстве, но в должности младшего министра.
7 мая 2015 года на очередных парламентских выборах победила в прежнем округе Брокстау с результатом 47,2 %, несколько опередив сильнейшего из соперников — лейбориста Ника Палмера (37,2 %).
11 мая 2015 года Кэмерон сформировал свой второй кабинет, назначив Анну Субри на должность младшего министра малого бизнеса, промышленности и предпринимательства, которая дала ей право участвовать в заседаниях правительства.
Была активной противницей выхода Великобритании из ЕС на референдуме 2016 года.
20 февраля 2019 года вместе с двумя единомышленницами — Хейди Аллен и Сарой Уолластон в знак несогласия с политикой выхода из Евросоюза покинула Консервативную партию и перешла в Независимую группу, несколько ранее основанную бывшими лейбористами.
В июне 2019 года официально возглавила центристскую партию Изменим Соединённое Королевство, созданную на базе Независимой группы, но уже прошедшую через раскол — часть парламентариев покинула партию.

## Личная жизнь
Анна Субри рассказала в интервью BBC, что в четырнадцатилетнем возрасте однажды увидела, как группа школьниц по расистским мотивам оскорбляет её соседку, но не вмешалась. По её словам, впоследствии она раскаялась и пообещала себе впредь никогда не оставаться в стороне в подобных ситуациях. По сведениям на 2014 год, она дважды была замужем и после очередного развода одиннадцать лет прожила одна, пока её дочь не познакомила её с отцом своего школьного приятеля Нилом.